# 伊春区
伊春区（いしゅん-く）は中華人民共和国黒竜江省伊春市にかつて存在した区。

## 歴史
1952年に設置された伊春県を前身とする。1967年に伊春区と改編された。

## 行政区画
下部に5街道を管轄する
- 街道弁事処:旭日街道、紅升街道、前進街道、朝陽街道、東升街道

## 交通

### 鉄道
- 中国鉄路総公司
  - 南烏線
    - 伊春駅

### 道路
- 国道
  - G222国道